# Jorge Ayala
Jorge Nicolás Ayala Silva (Montevideo, 15 agosto 1995) è un calciatore uruguaiano, difensore del Miramar Misiones.

## Carriera
Ha esordito in nella massima serie del campionato uruguaiano con il Villa Teresa, nella stagione 2015-2016. Nel 2022 passa al Plaza Colonia con cui, all'esordio, segna l'autorete che consegna la Supercopa Uruguaya al Peñarol.